# 清春村
清春村（きよはるむら）は山梨県北巨摩郡にあった村。現在の北杜市長坂町中丸・中島・白州町花水にあたる。

## 地理
- 河川：釜無川

## 歴史
- 1875年（明治8年）2月 - 巨摩郡中丸村・片颪（かたおろし）村・松向村が合併して清春村となる。
- 1878年（明治11年）7月22日 - 郡区町村編制法の施行により、清春村が北巨摩郡の所属となる。
- 1889年（明治22年）7月1日 - 町村制の施行により、清春村の一部（大字中丸・片颪）の区域をもって清春村が発足。
- 1955年（昭和30年）
  - 1月20日 - 日野春村・秋田村と合併して長坂町が発足。同日清春村廃止。
  - 7月1日 - 長坂町のうち旧村域の一部（大字片颪）が鳳来村・菅原村および駒城村の一部（大字横手・大坊）と合併して白州町が発足。
- 2004年（平成16年）11月1日 - 長坂町・白州町が須玉町・高根町・大泉村・武川村・明野村と合併して北杜市が発足。

## 名所・旧跡・観光スポット・祭事・催事
- 蕪の桜並木